# David Chaum
David Lee Chaum (nacido 1955) es el inventor de muchos protocolos criptográficos, así como ecash y DigiCash.: 65–70  Su artículo de 1981, "Correo Electrónico de rastro oculto, Direcciones de Regreso, y Seudónimos Digitales", sentó las bases para el campo de la investigación de las comunicaciones anónimas.

## Vida y carrera
Chaum Obtuvo un doctorado en informática y administración empresarial de la Universidad de California, Berkeley en 1982. También en ese año, fundó la Asociación Internacional para la Investigación Criptográfica (CAII), que actualmente organiza conferencias académicas en la investigación de criptografía.: 47  Posteriormente, fue profesor en la Escuela de posgrados en Administración de empresas de la Universidad de Nueva York y en la Universidad de California. También formó un grupo de investigación de criptografía en el Instituto Nacional de Investigación de Matemáticas e Informática (CIT) en Ámsterdam, Países Bajos. Fundó DigiCash, una compañía de dinero electrónico, en 1990.: 119 
David Chaum Recibió el Premio Europeo de Tecnología de la Información de 1995. En 2004, fue nombrado Socio del CAII. En 2010, recibió el premio recibió el premio de la Conferencia RSA por excelencia en el campo de matemáticas.

## Contribuciones notables de investigación

### Dinero digital
Chaum es acreditado como el inventor del dinero digital seguro por su artículo de 1982, en el que también introdujo la primitiva criptográfica de una firma ciega. Estas ideas han sido descritas como las raíces técnicas de la visión del movimiento Cypherpunk que comenzó a finales de 1980. La propuesta de Chaum permite a los usuarios obtener una moneda digital de un banco y gastarlo de manera que es imposible de encontrar por el banco o cualquier otra parte. . En 1988, se extendió esta idea (con Amos Fiat y Moni Naor) para permitir transacciones fuera de línea que habilita detección del doble gasto.
En 1990, fundó DigiCash, una compañía de dinero efectivo, en Ámsterdam para comercializar las ideas en su investigación.: 119  El primer pago electrónico fue enviado en 1994. En 1999, Chaum dejó la compañía.

### Nuevos tipos de firmas digitales
En el mis artículo de 1982 en el que propuso dinero efectivo digital, Chaum introdujo firmas ciegas. Esta forma de firma digital asegura el contenido de un mensaje antes de que esté firmado, de modo que el firmante no puede determinar el contenido. La firma ciega resultante puede ser verificada públicamente contra el mensaje original, desasegurando el mensaje en la forma de una firma digital regular.
En 1989, él (con Hans van Antwerpen) introdujo las firmas irrefutables. Esta forma de firma digital utiliza un proceso de verificación que es interactivo, de modo que el firmante puede limitar quién puede verificar la firma. Desde los firmantes pueden rechazar el participar en el proceso de verificación, las firmas se consideran válidas a menos que un firmante use específicamente un protocolo de desaprobación para probar que una firma dada no es auténtica.
En 1991, él (con Eugene van Heyst) introdujo las firmas de grupo, lo que  permite que un miembro de un grupo pueda firmar de forma anónima un mensaje en nombre de todo el grupo. Sin embargo, el administrador designado del grupo tiene el poder de revocar el anonimato de cualquier firmante en caso de controversias.

### Comunicación anónima
En 1981, Chaum propuso la idea de una red de comunicación anónima en un artículo. Su propuesta, denominada redes de mezcla, permite que un grupo de remitentes presente el cifrado de un mensaje y su destinatario a un servidor. Una vez que el servidor tiene un lote de mensajes, éstos se reordenan y ofuscan de manera que sólo este servidor sabe qué mensaje vino de qué remitente. El lote se reenvía a otro servidor que realiza el mismo proceso. Finalmente, los mensajes llegan a un servidor final en el que están completamente descifrados y se entregan al destinatario. También se propone un mecanismo para permitir mensajes de regreso. Redes de mezcla son la base de algunos reenviadores de correos y son el antepasado conceptual de las herramientas modernas de navegación web anónimas como Tor (basada en el enrutamiento cebolla). Chaum ha defendido que todos los routers se hicieron, efectivamente, un nodo Tor.
En 1988, Chaum introdujo un tipo diferente de sistema de comunicación anónima denominada DC-Net, que es una solución a su propuesto problema de Cenando de criptógrafos. DC-Nets es la base de la herramienta de software disiente.

### Los sistemas de votación confiables.
Chaum ha hecho numerosas contribuciones a sistemas de votación, incluyendo la primera propuesta de un sistema que es de extremo a extremo verificable. Esta propuesta, hecha en 1981 fue dada como una aplicación de redes de mezcla. En este sistema, los votos individuales de los votantes se mantuvieron privados para que cualquiera pudiera comprobar que fueron contados correctamente. Este, y otros sistemas criptográficos de votación temprana, supone que los votantes pudieran calcular de forma fiable los valores con sus computadoras personales. En 1991, Chaum introdujo SureVote que permitió a los votantes emitir su voto desde un sistema de votación poco fiable, proponiendo un proceso que ahora se llama "código de votación" y se utiliza en los sistemas de votación a distancia como Remotegrity.
En 1994, Chaum introdujo el primer sistema de votación "en persona" en el que los votantes emiten su voto electrónicamente en una mesa electoral y verifican criptográficamente que el DRE no modificó su voto. En los años siguientes, Chaum propuso (en conjunto con otros) una serie de sistemas de votación criptográficamente verificables que utilizan papeletas convencionales de papel: Pret a votante, Punchscan, y Scantegrity. La ciudad de Takoma Park, Maryland utilizó Scantegrity para su elección de noviembre de 2009. Esta fue la primera vez que una elección del sector público se llevó a cabo utilizando un sistema de votación criptográficamente verificable.
En 2011, Chaum propuso Elecciones de Muestra Aleatoria. Este sistema electoral permite una selección al azar verificable de los votantes, que pueden mantener su anonimato, para la emisión de votos en nombre de todo el electorado.

### Pantalla cercana al ojo
Una solicitud de patente pantalla cercana al ojo escrito por David Chaum se ha actualizado. Spectoccular como se describe en su página web se refiere al Fondo de Tecnología Spectoccular o laboratorios Spectoccular.
"SPECTOCCULAR - Todos los estilos de anteojos se pueden actualizar para su recubrimiento, en cualquier lugar se puede ver a través de ellos, digital auto-estereoscopia eso es de una calidad inmejorable" "Inventado, luego fundado y dirigido un esfuerzo que ha demostrado la viabilidad de un nuevo paradigma para la entrega de luz que deconstruye digitalmente las imágenes para que puedan ser reconstruidas en la retina con un enfoque dinámico y una claridad exquisita." Esta tecnología de realidad aumentada parece similar a la de Magic Leap, Hololens, y Occulus.

### Otras contribuciones
En 1979, Chaum propuso un mecanismo para dividir una clave en claves parciales, un precursor de la compartición de secretos.
En 1985, Chaum propuso el sistema original de credenciales anónimas, que también se conoce como un sistema de seudónimo. Esto se deriva del hecho de que las credenciales de un sistema de este tipo se obtienen de las organizaciones utilizando diferentes seudónimos que no pueden ser vinculados.
En 1988, Chaum con Gilles Brassard y Claude Crepeau publicaron un documento que introdujo el protocolo de conocimiento cero , así como un modelo de seguridad utilizando canales privados que son informática-teóricamente seguros, y también formalizó por primera vez el concepto de un esquema de compromiso.
En 1991, con Torbis Pedersen, demostró una prueba de conocimiento cero well-cited de una tupla DDH. Esta prueba es particularmente útil, ya que puede brindar una adecuada re-encriptación de un texto cifrado Elgamal.
Chaum contribuyó a un importante esquema de compromiso el cual es a menudo atribuido a Pedersen. De hecho, Pedersen, en su artículo de 1991, {0/} cita una sesión de un documento nunca publicado de Jurjen Bos y Chaum para el esquema. AÉste apareció, incluso antes en un artículo de Chaum, Damgard, y Jeroen Van de Graaf. El esquema se utiliza ampliamente, ya que es un compromiso simple perfectamente oculto, que se está limitando suponiendo la dificultad del problema del logaritmo discreto.
En 1993 con Stefan Brands, Chaum introdujo el concepto de un protocolo distancia-delimitación. Utilizando un traslado redondo sobre la base de la velocidad de la luz, permite a de las partes establecer un límite superior de distancia física de otro de manera única.
En 2019, fue uno de los oradores en la quinta conferencia de desarrolladores Ethereum, que se celebró en Japón.